# Norbert Marohn
Norbert Marohn (* 27. Januar 1952 in Neuruppin) ist ein deutscher Schriftsteller.

## Leben
Als ältestes von drei Kindern wuchs Marohn auf einem Bauernhof auf. Nach dem Abitur studierte er von 1970 bis 1975 am Institut für Internationale Beziehungen in Potsdam-Babelsberg. Die Arbeit im DDR-Außenministerium, von September 1975 bis Oktober 1976, beendete er auf eigenen Wunsch. Ab November 1976 war er für 18 Monate zum Grundwehrdienst einberufen. Das Studium der Schauspielregie in Berlin begann er im September 1978 und brach es nach einem Dreivierteljahr ab.
Marohn zog nach Leipzig, um ab Mai 1979 als Betriebszeitungsredakteur in einem Wälzlagerwerk zu arbeiten. Von September 1982 bis August 1985 studierte er am Leipziger Literaturinstitut. Die anschließende Assistenz an der Sektion Germanistik der Universität Leipzig brach er im Mai 1986 ab. Seitdem lebt er, mit Unterbrechungen, freiberuflich als Schriftsteller. 1987 bis 1990 leitete er einen Zirkel Schreibender Arbeiter. Seit den 1980er Jahren veröffentlichte Marohn Gedichte, Aufsätze, Buch- und Theaterkritiken in Zeitschriften und Zeitungen. 1987 wurde sein erstes Hörspiel produziert und gesendet, seitdem entstanden und entstehen immer wieder Texte für den Rundfunk. 1990 erschien sein erstes Buch.
Vom Oktober 1991 bis Ende 1992 arbeitete Marohn bei der Gesellschaft Sachsen-Osteuropa e. V. Ab Herbst 1993 bis Ende 1998 war er freier Mitarbeiter beim Mitteldeutschen Rundfunk.
Marohn zog nach München, um – vorbereitet durch längere Archivstudien – ab 1999 eine Dokumentar-Roman-Biografie über Ernst Röhm zu schreiben, die er 2003 abschloss. Von Mitte 2001 bis 2006 arbeitete er als Rezeptionist.
Nach der Zwischenstation Göttingen kehrte er nach Leipzig zurück, wo er heute lebt. Seither hat er weitere Biografien,
Prosa, Gedichte und Essays veröffentlicht.
Marohn ist Mitglied im Verband deutscher Schriftsteller.

## Werke
- 1987 Harro, Hörspiel, gedruckt in: Höchste Zeit. Hörspiele (Henschelverlag, Berlin 1989) ISBN 3-362-00401-6
- 1988 Grubetsch, Hörspiel (nach Anna Seghers)
- 1989 Denhard, Hörspiel
- 1990 Plötzlich mein Leben, Prosa (Mitteldeutscher Verlag, Halle) ISBN 3-354-00579-3
- 1991 Klappe zu, Hörspiel
- 1992 Es scheint der Mond so hell, Hörspiel
- 1994 Wisch dir die Tränen ab, Hörspiel
- Zahlreiche Funk-Dokumentationen und -Essays, u. a.:
  - 1994 La Paz im August
  - 1995 Ein Zugang zu Röhm; Der ‚Röhm-Putsch‘ in den Gerichtsakten
  - 1997 Heil Hitler im Deutschen Theater – das Tagebuch des Erich Ebermayer
  - 1998 Ungebärdige Seelen – die frühen Erzählungen der Anna Seghers
  - 1999 Lieder, die die Fronten wechselten
  - 2000 Der bewusste Henker: Reinhard Heydrich
  - 2009 Nicht an einer geradlinigen Vernunft entlang – Ludwig Renns Dresden
  - 2009 Die Kullerbude
  - 2010 „Wie soll ich wissen, was mich bewegt“ – Gunter Preuß zum 70.
- 2008 Ende der Kindheit, Prosa (trafo Verlag, Berlin) ISBN 978-3-89626-694-1
- 2011 Röhm. Ein deutsches Leben, Romanbiografie (Lychatz Verlag, Leipzig) ISBN 978-3-942929-00-4
- 2011 Zum Beispiel Kullerbude. Vom VEB Wälzlagerwerk Leipzig zum Konzern – zum Konkurs – zur GmbH (Lychatz Verlag, Leipzig) ISBN 978-3-942929-06-6
- 2012 Einfall von Kindheit. Gedichte aus drei Jahrzehnten (Lychatz Verlag, Leipzig) ISBN 978-3-942929-16-5
- 2013 Schöne Nacht noch. Prosa (Lychatz Verlag, Leipzig) ISBN 978-3-942929-19-6
- 2013 Wie nie zuvor. Prosa (Lychatz Verlag, Leipzig) ISBN 978-3-942929-25-7
- 2014 Hoelz. Biografie einer Zukunft (Lychatz Verlag, Leipzig) ISBN 978-3-942929-86-8 (Über Max Hoelz)
- 2015 Blauzeit Ich (Lychatz Verlag, Leipzig) ISBN 978-3-942929-93-6
- 2016 Die Angst vorm Andern. Essays zum Zeitgeist (Lychatz Verlag, Leipzig) ISBN 978-3-942929-50-9
- 2019 Sah Tiere. Dekrete an die Welt (edition winterwork) ISBN 978-3-96014-532-5